# Antarctic Research Trust
Der Antarctic Research Trust (ART) wurde 1997 gegründet und ist als gemeinnützige Stiftung auf den Falklandinseln (seit 1999), in der Schweiz (seit 2002) und in den USA (seit 2004) registriert. Das Ziel des ART ist es, wissenschaftliche Forschungsprojekte an antarktischen und subantarktischen Tieren durchzuführen bzw. zu unterstützen, um diese Tiere und ihren Lebensraum besser schützen zu können.

## Aktivitäten
Für die Durchführung der Forschungsarbeiten ist der wissenschaftliche Direktor Klemens Pütz verantwortlich, der auch Mitbegründer und Stiftungsrat ist. Ein Schwerpunkt der Forschung liegt auf der Ernährungsökologie von Pinguinen im Südwest-Atlantik und Ost-Pazifik. Einige Pinguin-Populationen in diesem Gebiet haben in den letzten Jahrzehnten um fast 90 % abgenommen und der ART will dazu beitragen, die Ursachen für diesen Bestandsrückgang zu finden. So wurden z. B. Fernerkundungsgeräte an Felsen-, Magellan-, Königs- und Eselspinguinen befestigt, um herauszufinden, wo, wann und wie die Tiere auf Nahrungssuche gehen. Besonderes Augenmerk wird auch auf potenzielle Interaktionen mit menschlichen Aktivitäten wie Ölförderung und Fischerei gelegt. Weitere Projekte, an denen der ART direkt oder indirekt beteiligt war, beschäftigten sich mit der Litoralfauna der Falklandinseln, der Populationsstruktur von Grindwalen und der Demographie von Albatrossen und Sturmvögeln. Die Forschungsergebnisse wurden sowohl in der wissenschaftlichen Fachliteratur und diversen anderen Medien publiziert als auch den verantwortlichen Regierungsstellen und Umweltschutzorganisationen zur Verfügung gestellt.
Der ART ist auch Mitglied einer Allianz zum Erhalt des patagonischen marinen Ökosystems und hat am Aufbau einer umfassenden Datenbank mitgewirkt, die ozeanographische, biologische und meteorologische Daten sowie die Verteilung und Intensität menschlicher Aktivitäten beinhaltet.
Im Jahre 2004 hat der ART die Inseln Rum (7 ha), Brandy (25 ha), Whiskey (13 ha) und Sea Lion Easterly (85 ha) im Süden der Falklandinseln erworben (Important Bird Area IBA FK15, BirdLife International). Diese Inseln wurden in der Vergangenheit weder bewohnt noch wurden fremde Tier- und Pflanzenarten eingeführt. Daher stellen diese unberührten Inseln ein Rückzugsgebiet für die ursprüngliche Flora und Fauna der Falklandinseln, darunter eine ganze Reihe von endemischen Arten, dar. Der ART beabsichtigt, die Inseln unter Naturschutz zu stellen.
Im Jahre 2016 hat der ART zusätzlich die Hummock Insel (303 ha) im Westen der Falklandinseln gekauft. Diese Insel wurde bis zum Jahre 1981 durch Schafe und Pferde beweidet, allerdings war die Beweidung so intensiv, dass sich große erodierte Flächen gebildet haben. Während der Jahrzehnte andauernden Nutzung wurden aber keine weiteren Tiere wie Ratten oder Mäuse eingeschleppt, so dass sich eine reichhaltige Tierwelt erhalten konnte. Entsprechend wurde auch Hummock Island als „Important Bird Area“ ausgewiesen (IBA FK06). Die Pflanzenwelt ist sehr abwechslungsreich und man findet seltene und endemische Arten, sogar eine bisher noch unbeschriebene Pflanzenart aus der Gattung der Kalandrinen. Der ART beabsichtigt, auf Hummock eine wissenschaftliche Forschungsstation zu errichten und die Erosion durch großflächige Anpflanzungen zu stoppen.